# Cantharis rustica

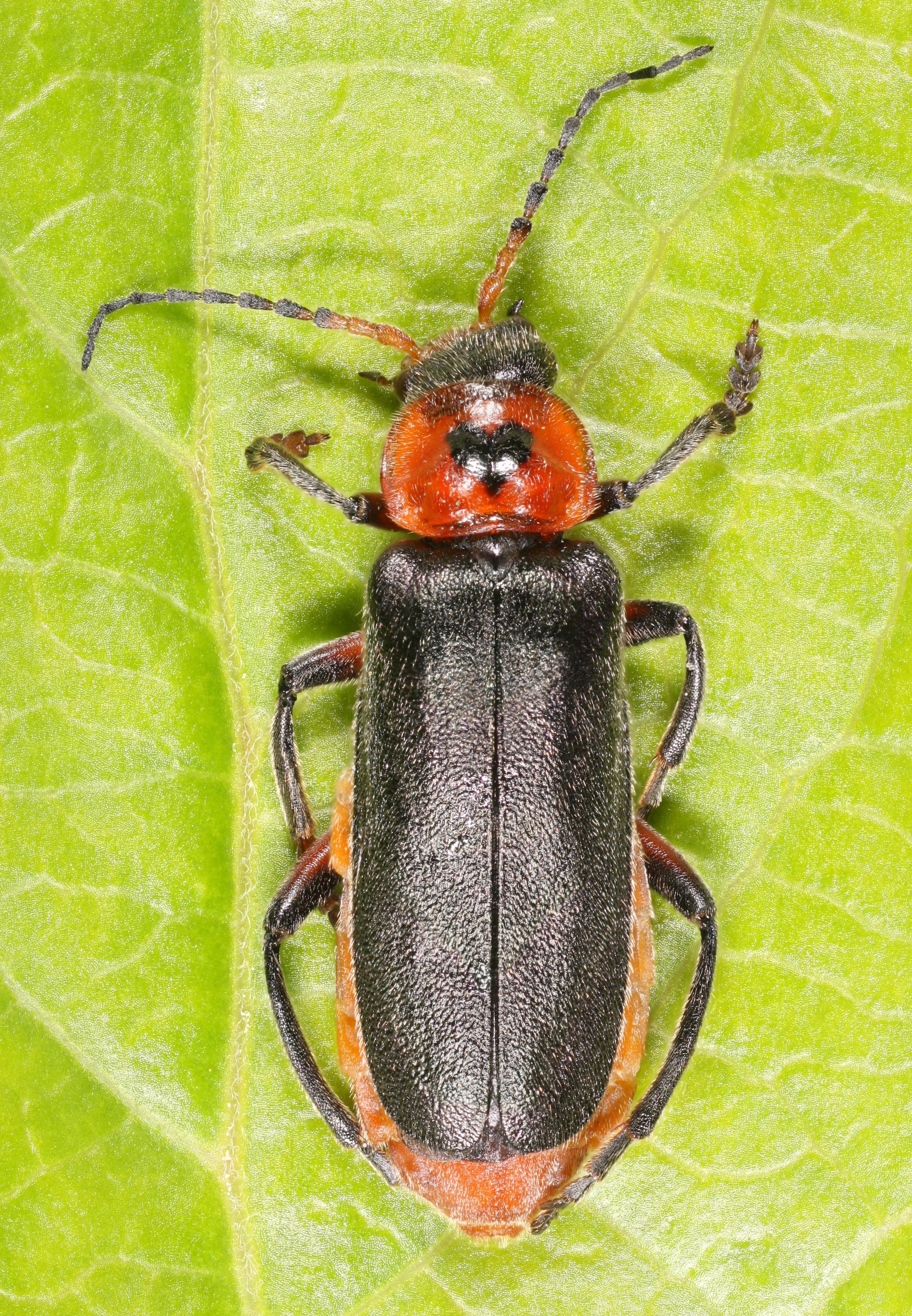
Dorsalansicht

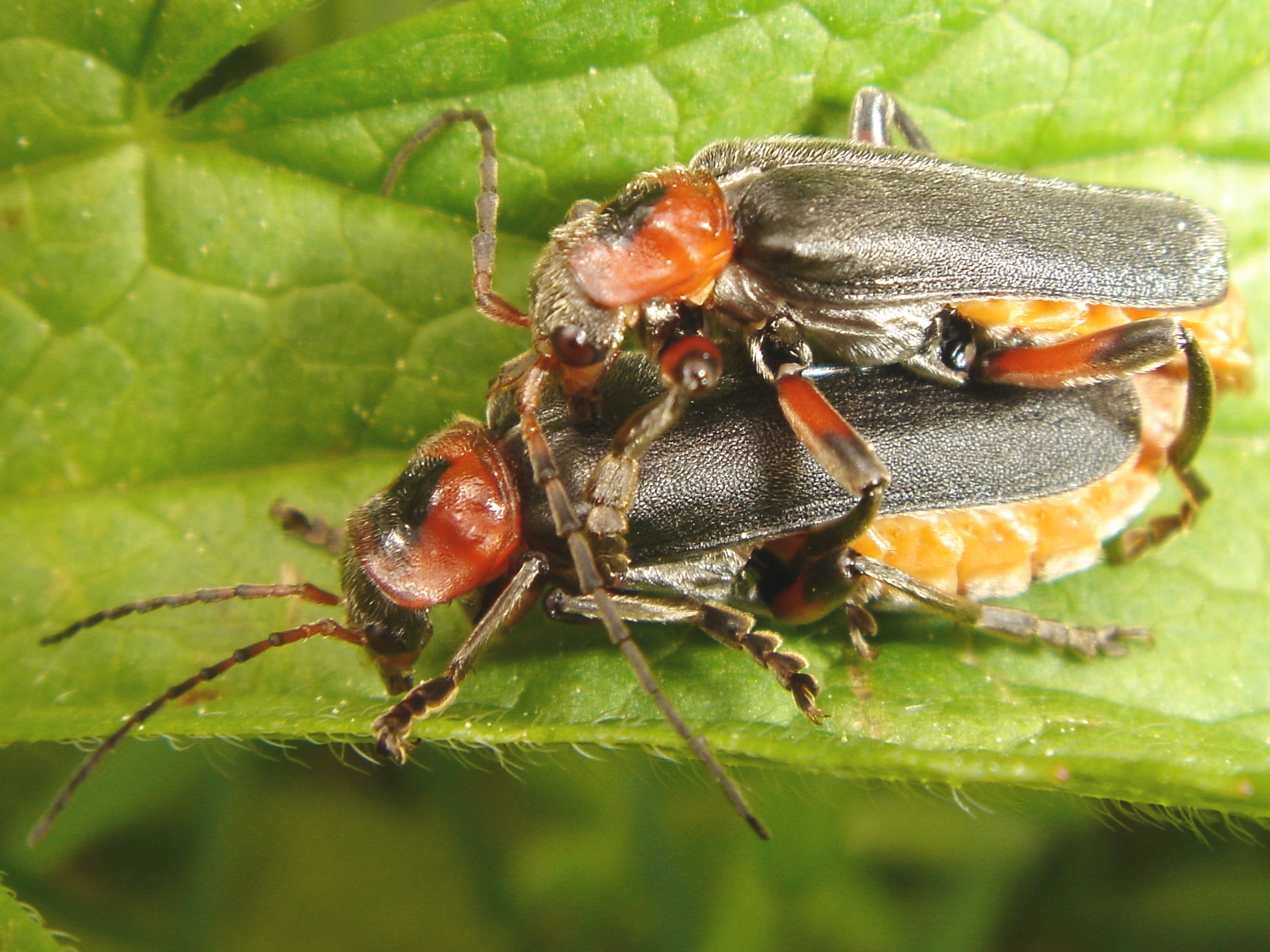
Paarung

Cantharis rustica, auch als Soldatenkäfer bekannt, ist ein Käfer aus der Familie der Weichkäfer (Cantharidae).

## Merkmale
Die Käfer werden 10 bis 13,5 Millimeter lang. Sie besitzen schwarzgraue Flügeldecken, die mit feinen Haaren bedeckt sind. Auf ihrem roten Halsschild befindet sich mittig ein schwarzer Fleck. Der basale Abschnitt der Femora ist rot gefärbt. Der restliche Teil der Beine ist schwarzgrau. Die ersten 2–3 Fühlerglieder sind rot, während der Rest der Fühler schwarzgrau gefärbt ist. Die Oberseite des Hinterleibs ist mit Ausnahme des dunkel gefärbten vorderen Mittelbereichs orange gefärbt.

## Verbreitung
Cantharis rustica ist in Europa weit verbreitet. Das Verbreitungsgebiet der Käferart umfasst im Norden sowohl die Britischen Inseln als auch Fennoskandinavien und das Baltikum.

## Lebensweise
Man findet die Käfer an Waldrändern, auf Wiesen und auf Trockenrasen. Sie fliegen von Ende April bis August. Larven und Imagines von Cantharis rustica leben räuberisch von verschiedenen Insekten. Sie nehmen aber auch pflanzliche Nahrung zu sich.